# مسجد الملك فهد (مربلة)
مسجد الملك فهد (بالإسبانية: Mezquita del Rey Fahd)‏ هو مسجد يقع في مدينة مربلة في مقاطعة مالقة بإقليم الأندلس جنوب إسبانيا. يقع على بعد نصف كيلومتر من مسجد الملك عبد العزيز وبجانب قصر الملك فهد. صممه المهندس المعماري فرانسيسكو رامبلا باردييه، وقد بني عام 1985 للاستخدام الحصري للعائلة المالكة السعودية. يتكون المبنى من مكعب كبير بمساحة 559 مترًا مربعًا ومئذنة بارتفاع 14.60 مترًا. في وسط المبنى توجد غرفة الصلاة، وتوجد غرف مختلفة حولها.